# Абдулелах аль-Амри
Абдулелах аль-Амри (араб. عبد الإله علي عوض العمري‎; род. 15 января 1997, Эт-Таиф, Мекка) — саудовский футболист, защитник клуба «Ан-Наср» и сборной Саудовской Аравии, выступающий на правах аренды за «Аль-Иттихад».

## Клубная карьера
Футболом начал заниматься в клубе «Ан-Наср», пройдя через юношеский и молодёжный составы. Свой первый профессиональный контракт с клубом он подписал 27 ноября 2017 года. 14 декабря 2017 этого же года дебютировал в составе клуба в матче национального первенства против клуба «Аль-Фейсали» (1:1). В мае 2018 года Аль-Амри был отдан в аренду в другой саудовский клуб «Аль-Вахда» провёл в составе нового клуба 7 матчей по ходу сезона 2018-19 годов.
После возвращения из аренды Аль-Амри стал наигрываться в качестве центрального защитник, во второй половине сезона 2019-20 годов смог закрепиться в основном составе своего клуба. По ходу сезона провёл 15 матчей во всех соревнованиях. Свой первый гол за клуб он забил 22 февраля 2020 года в матче против клуба «Аль-Хазм» (2:0). 27 января 2021 года Аль-Амри продлил контракт с «Аль-Насром» до конца сезона 2023-24 годов.

## Карьера в сборной
Аль-Амри представлял Саудовскую Аравию на уровне национальной сборной для игроков в возрасте до 20 лет и до 23 лет. Был капитаном сборной Саудовской Аравии до 20 лет на чемпионате мира 2017 года. В составе первой сборной Саудовской Аравии дебютировал на Кубке Азии АФК 2019 года. 6 июля 2021 года был включён в состав сборной на Олимпийские игры 2020 года. 11 ноября 2022 года Аль-Амри был включён в состав сборной на Чемпионат мира по футболу 2022 года.

## Достижения
«Ан-Наср»
- Обладатель Суперкубка Саудовской Аравии (2): 2019, 2020